# آگوست کورنگ
آگوست الکساندر کارل کورنگ (آلمانی: August Alexander Karl Korreng)؛ (زادهٔ مه ۱۸۷۸ در تری‌یر - ۷ ژوئن ۱۹۴۵ در پلِتنبرگ) یک فرمانده بریگاد اس‌اس آلمانی بود و از سال ۱۹۴۱ تا ۱۹۴۵ به عنوان رئیس پلیس دوسلدورف فعالیت می‌کرد.

## زندگی
کورنگ در ۱ فوریه ۱۹۳۱ به حزب ناسیونال سوسیالیست کارگران آلمان (NSDAP) پیوست و در ۲۱ نوامبر ۱۹۳۱ به عنوان "اونتر اشتورمفورر" به اس‌اس ملحق شد. پس از مرگ فریتز وایتسل، فرمانده ارشد اس‌اس و رئیس پلیس دوسلدورف، در ۱۹ ژوئن ۱۹۴۰، او ابتدا به صورت موقت به عنوان رئیس پلیس منصوب شد. در ۱۲ فوریه ۱۹۴۱، هاینریش هیملر، رهبر اس‌اس و رئیس پلیس آلمان، او را رسماً در این سمت تأیید کرد. در ۱۵ مارس ۱۹۴۱، کورنگ به درجه اس‌اس-اوبرفورر و در ۹ نوامبر ۱۹۴۲ به درجه اس‌اس-بریگادفورر با مجوز استفاده از یونیفورم یک ژنرال‌ماژور پلیس ارتقاء یافت.
در دومین روز پایانی خدمتش، ۱۶ آوریل ۱۹۴۵، یک گروه مقاومت متشکل از شهروندان دوسلدورف به رهبری آلویس اودنتال و کارل آگوست ویدنهوفن و همچنین سرهنگ پلیس حفاظتی فرانتس یورگنس او را در مقر پلیس بازداشت کردند تا عملیات راینلند را به انجام برسانند. با این حال، کورنگ توسط اعضای ورماخت و فردریش کارل فلوریان، رهبر گائو NSDAP، آزاد شد و توانست از شهر بگریزد. در ۱۷ آوریل، دوسلدورف توسط نیروهای آمریکایی تسخیر شد.
کورنگ در ۷ ژوئن ۱۹۴۵ خودکشی کرد.